# 인트라넷

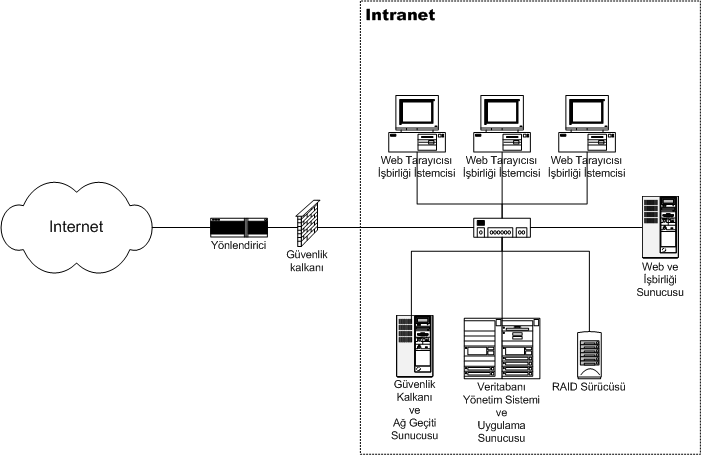

인트라넷(intranet)은 단체의 직원만 접근이 가능한 사설망이다. 인터넷 프로토콜을 쓰는 폐쇄적 근거리 통신망으로 간주된다. 인터넷을 조직 내 네트워크로 활용하는 것을 말한다. 인트라넷은 근거리 통신망(LAN)을 기반으로 데이터 저장장치인 서버를 연결하고 PC에 설치된 인터넷 검색 프로그램을 통해 업무를 처리할 수 있게 하는 것이다. 방화벽을 설치하여 외부로부터의 접근을 막거나 일부 제한하여 보안을 유지한다.
인트라넷은 1994년 수많은 단체에 등장하기 시작하였다.

## 개요
인트라넷은 일반적으로 외부인의 액세스를 배제하고 조직 내에서 정보, 간편한 통신, 공동 작업 도구, 운영 체제 및 기타 컴퓨팅 서비스를 공유하기 위한 컴퓨터 네트워크이다. 이 용어는 인터넷과 같은 공용 네트워크와 대조적으로 사용되지만 인터넷 프로토콜 제품군을 기반으로 동일한 기술을 사용한다.
조직 전체의 인트라넷은 내부 커뮤니케이션과 협업의 중요한 초점을 구성할 수 있으며 내부 및 외부 리소스에 액세스할 수 있는 단일 시작점을 제공한다. 가장 간단한 형태로 인트라넷은 LAN(근거리 통신망) 및 WAN(광역 통신망) 기술을 사용하여 구축된다. 많은 최신 인트라넷에는 검색 엔진, 사용자 프로필, 블로그, 알림 기능이 있는 모바일 앱, 인프라 내 이벤트 계획 등이 있다.
인트라넷은 때때로 엑스트라넷과 대조된다. 인트라넷은 일반적으로 조직의 직원으로 제한되지만 고객, 공급업체 또는 기타 승인된 당사자도 엑스트라넷에 액세스할 수 있다. 엑스트라넷은 인증, 권한 부여 및 계정(AAA 프로토콜)을 위한 특별한 규정을 통해 개인 네트워크를 인터넷으로 확장한다.

## 이용
협업(그룹 작업 및 화상회의를 용이하게 하기 위해) 또는 기업 디렉토리, 판매 및 고객 관계 관리 도구, 프로젝트 관리 등 도구를 제공하기 위해 인트라넷이 점점 더 많이 사용되고 있다.
인트라넷은 기업 문화 변화 플랫폼으로도 활용되고 있다. 예를 들어, 인트라넷 포럼 애플리케이션에서 주요 문제를 논의하는 다수의 직원은 관리, 생산성, 품질 및 기타 기업 문제에 대한 새로운 아이디어로 이어질 수 있다.
대규모 인트라넷에서 웹 사이트 트래픽은 공개 웹 사이트 트래픽과 유사한 경우가 많으며 웹 측정 소프트웨어를 사용하여 전체 활동을 추적하면 더 잘 이해할 수 있다. 사용자 설문조사는 또한 인트라넷 웹사이트 효율성을 향상시킨다.
대규모 기업에서는 인트라넷 내의 사용자가 방화벽 서버를 통해 공용 인터넷에 액세스할 수 있도록 허용한다. 보안을 그대로 유지하면서 들어오고 나가는 메시지를 차단하는 기능이 있다. 인트라넷의 일부가 고객 및 회사 외부의 다른 사람이 액세스할 수 있게 되면 엑스트라넷의 일부가 된다. 기업은 인트라넷의 한 부분을 다른 부분에 연결하기 위해 특별한 암호화/암호 해독 및 기타 보안 보호 장치를 사용하여 공용 네트워크를 통해 개인 메시지를 보낼 수 있다.
인트라넷 사용자 경험, 편집 및 기술 팀이 협력하여 내부 사이트를 제작한다. 가장 일반적으로 인트라넷은 대규모 조직의 커뮤니케이션, HR 또는 CIO 부서 또는 이들의 조합에 의해 관리된다.
콘텐츠의 범위와 다양성, 시스템 인터페이스 수로 인해 많은 조직의 인트라넷은 해당 공개 웹 사이트보다 훨씬 더 복잡하다. 인트라넷과 그 사용이 빠르게 증가하고 있다. 닐슨 노먼 그룹의 2007년 인트라넷 디자인 연감에 따르면 참가자 인트라넷의 페이지 수는 2001년부터 2003년까지 평균 200,000페이지였으며 2005년부터 2007년까지 평균 600만 페이지로 증가했다.

## 같이 보기
- 국영 인트라넷
- 인터넷
- 근거리 통신망(LAN)
- 포털 사이트
- 엑스트라넷
- 서버
- 광명망